# 크래커
크래커(영어: cracker)은 밀가루를 이스트로 발효시켜 딱딱하게 구운 비스킷 과자의 한 종류이다. 맛을 내기 위해 소금, 허브, 씨, 치즈가 첨가 될 수 있다. 모양은 주로 정사각형, 원형 모양이다.

## 사진

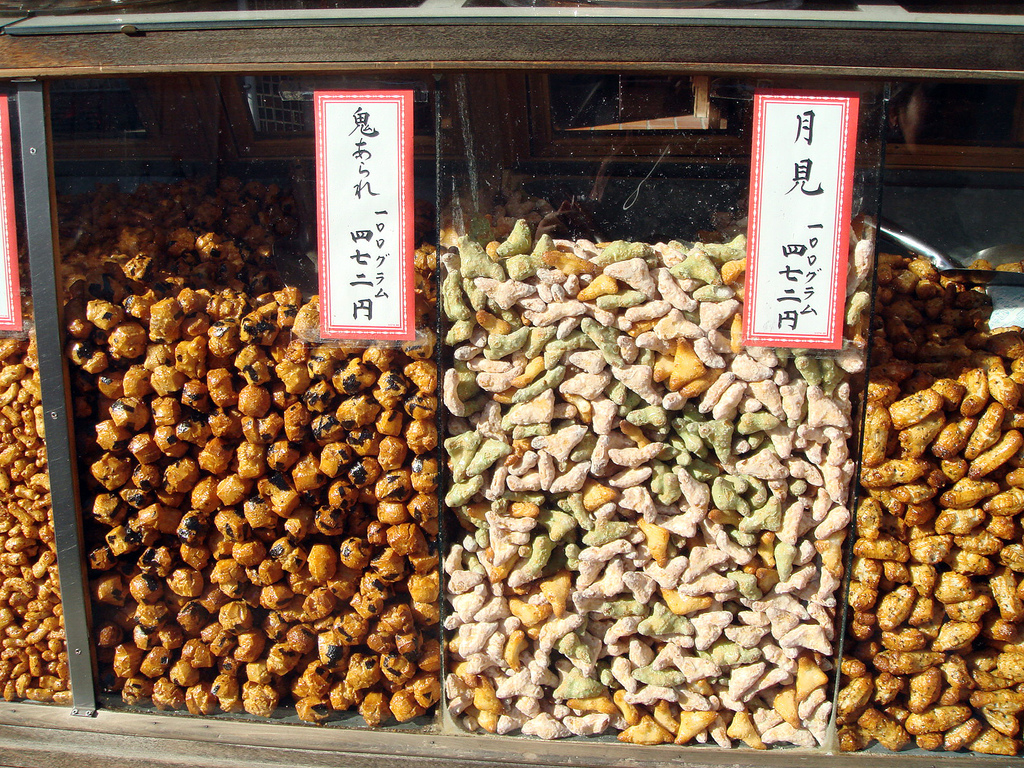
아라레, 일본의 작은 쌀 크래커
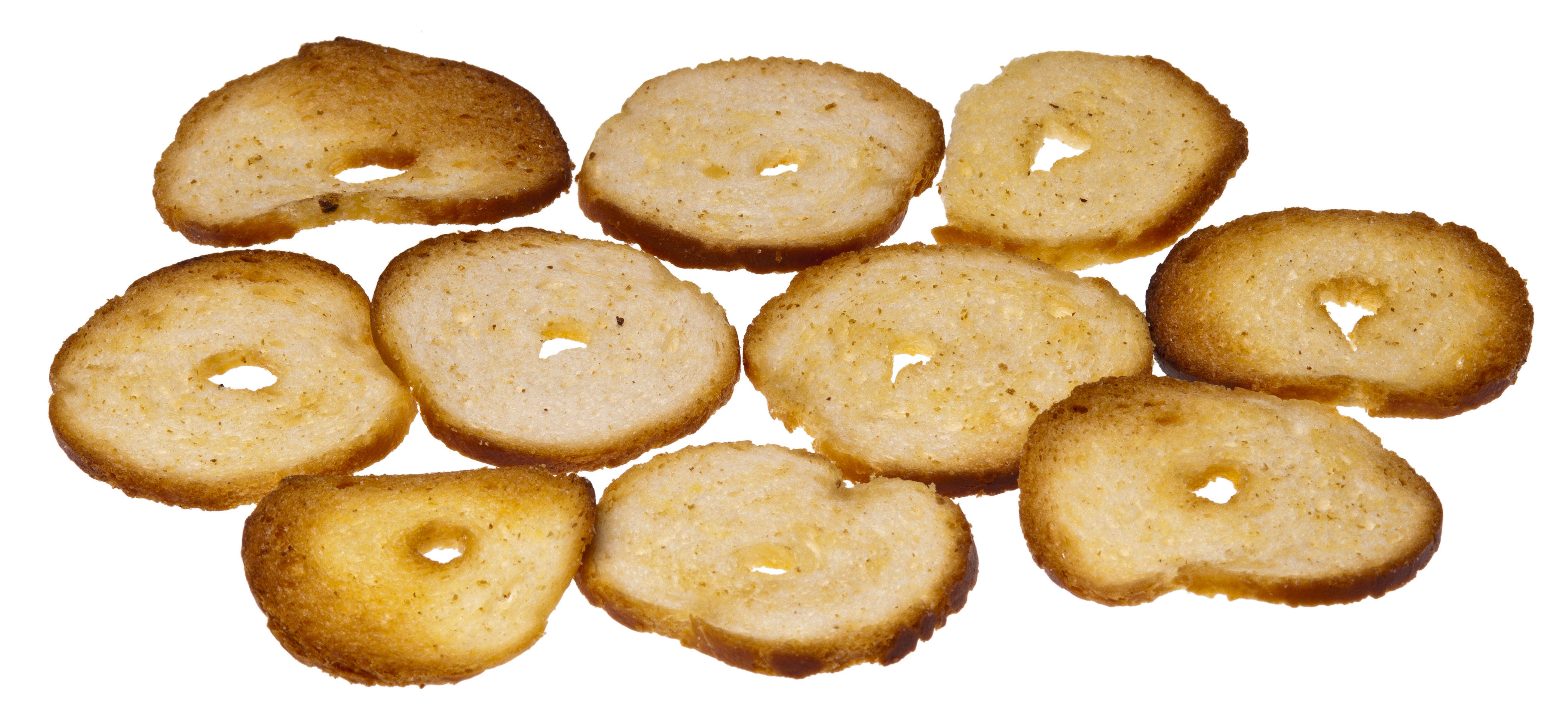
베이글 칩
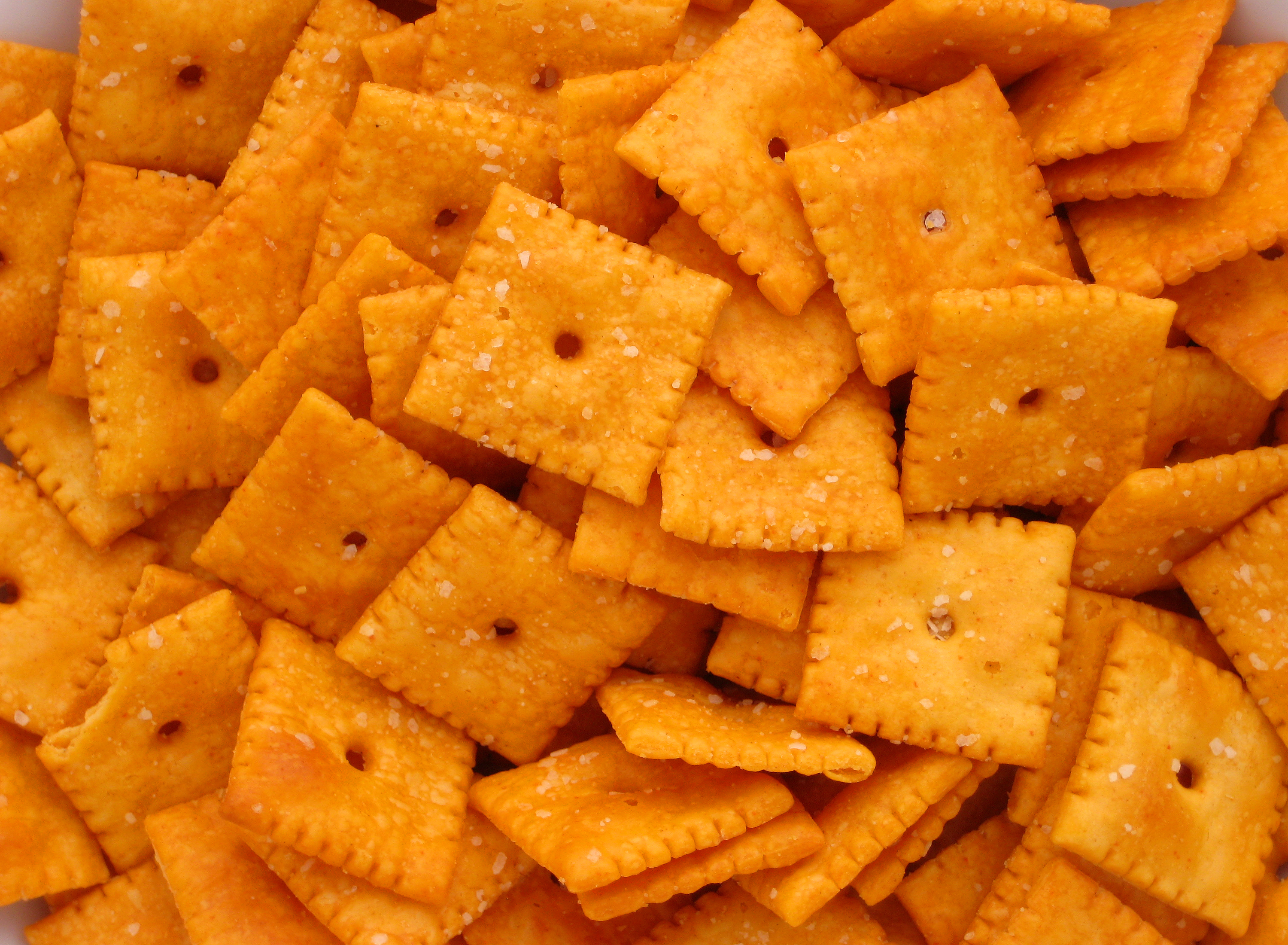
켈로그의 Cheez-It 크래커
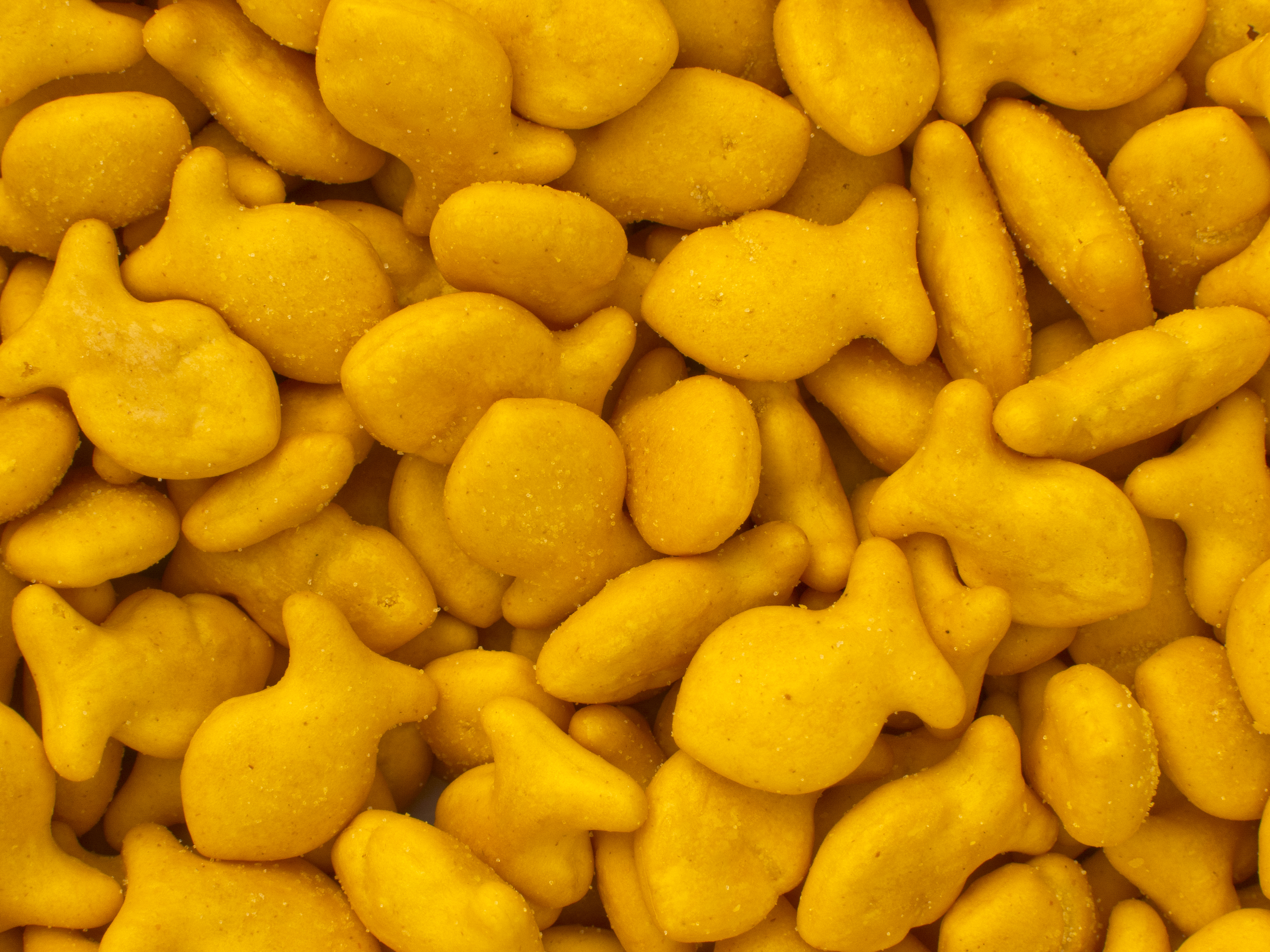
골드피쉬 크래커에 체더 치즈 향
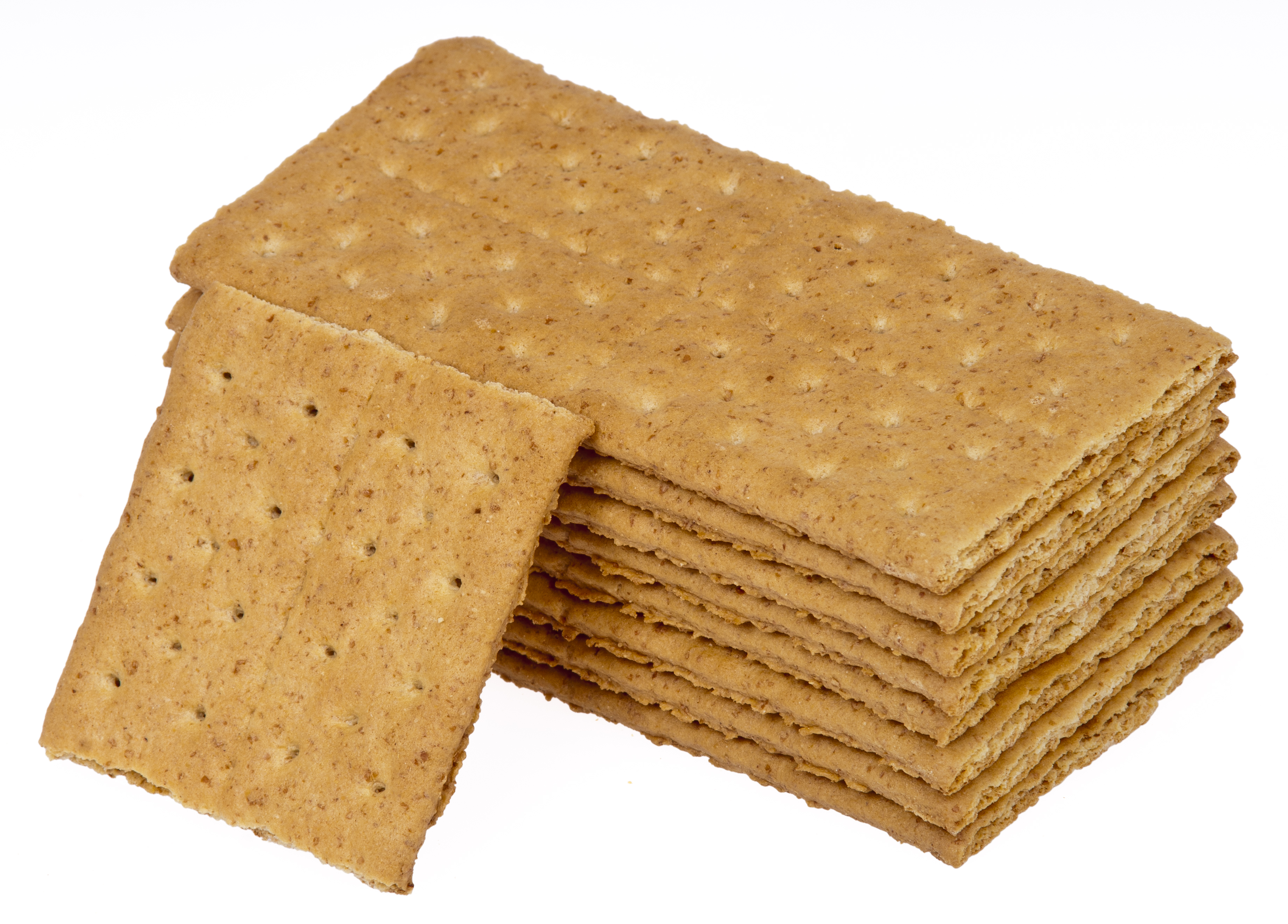
그레이엄 크래커
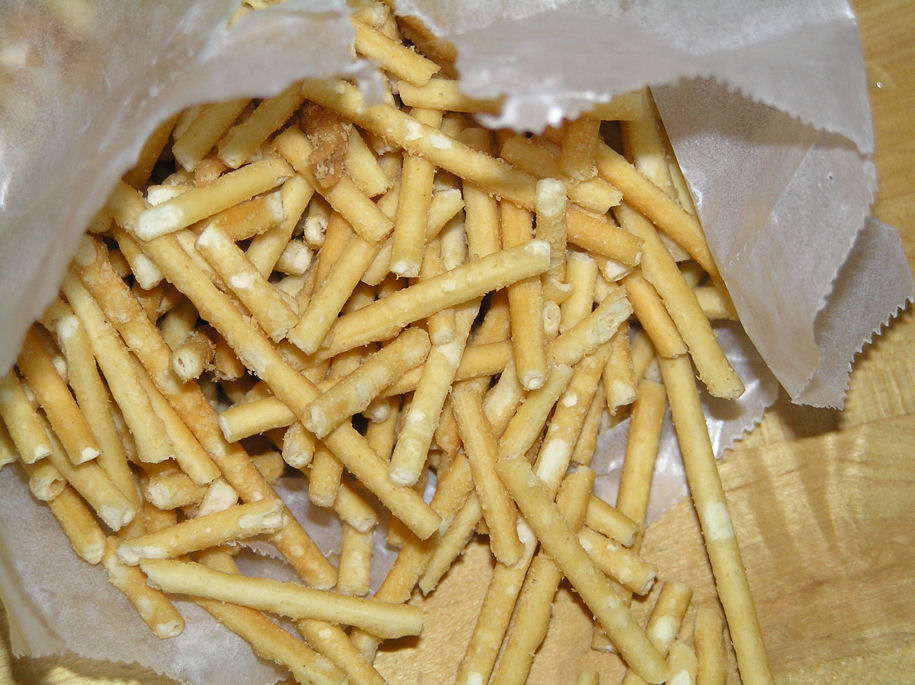
Mein gon 크래커
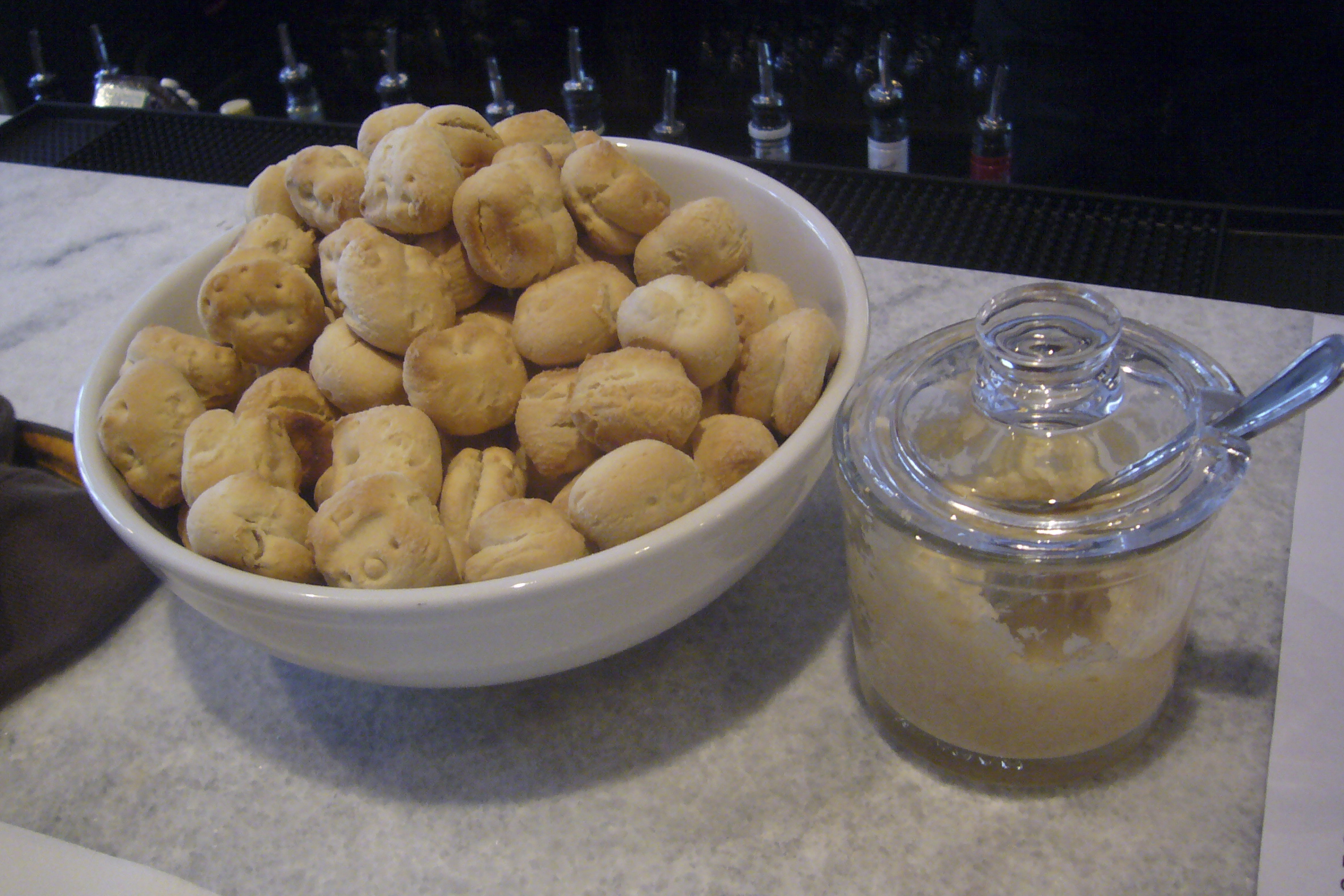
굴 크래커
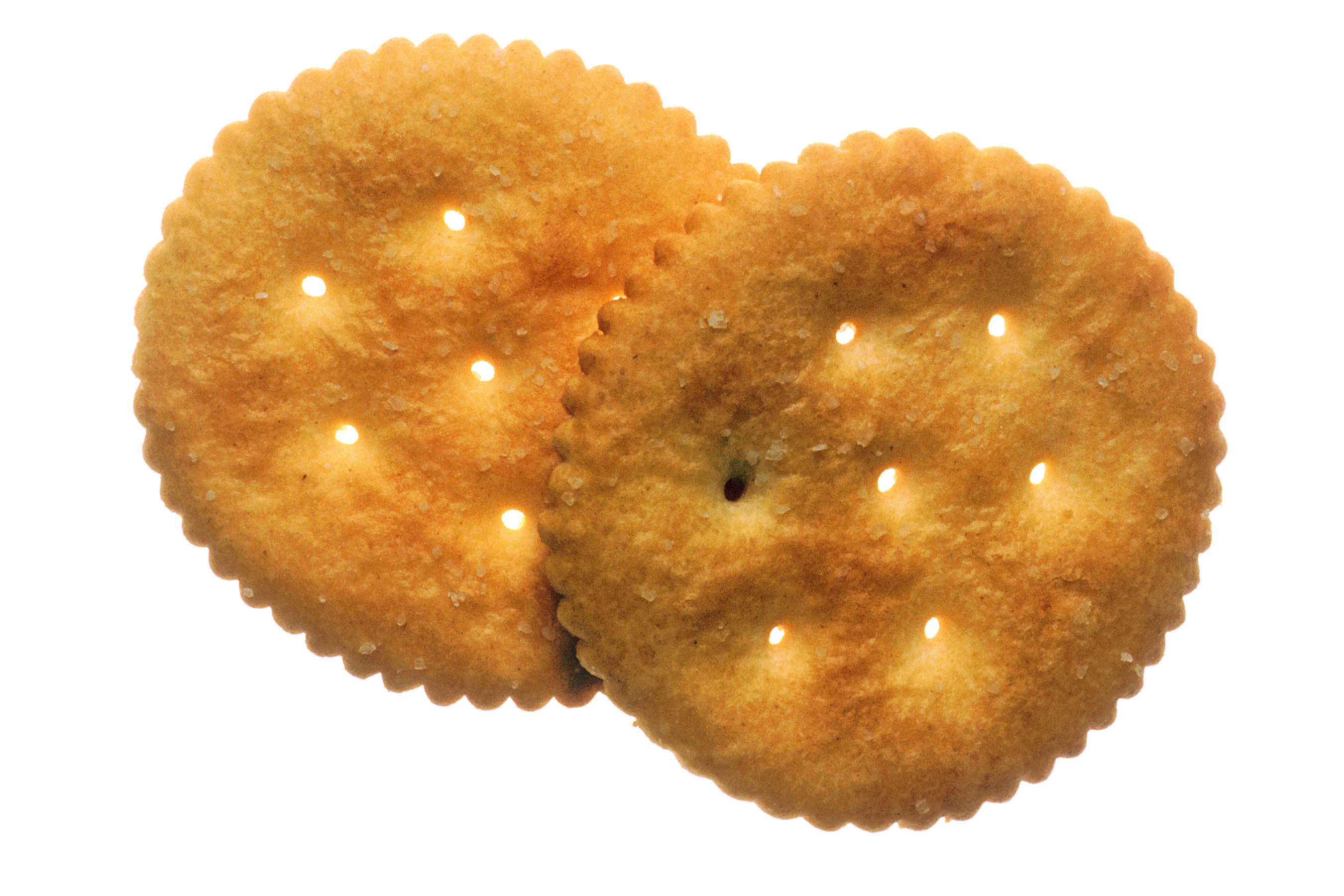
리츠 크래커
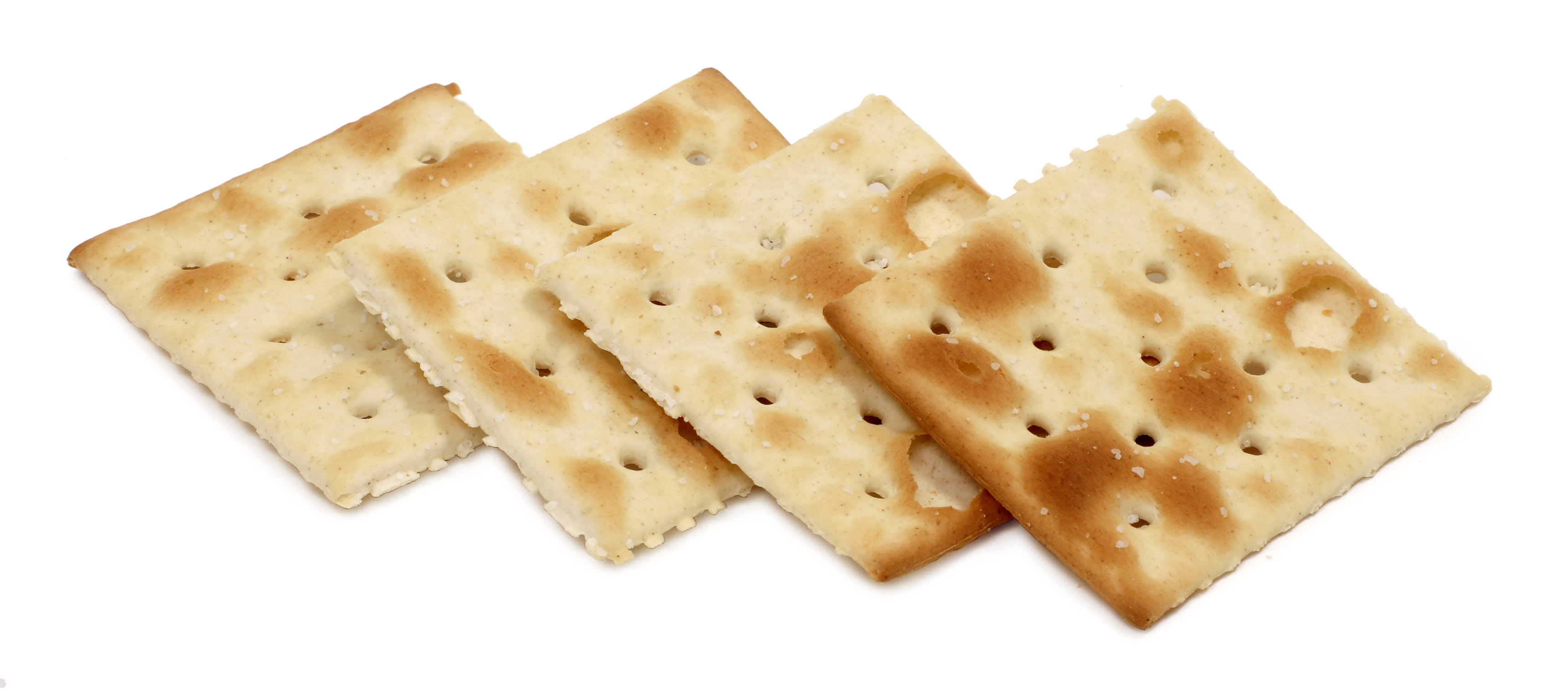
소다 크래커
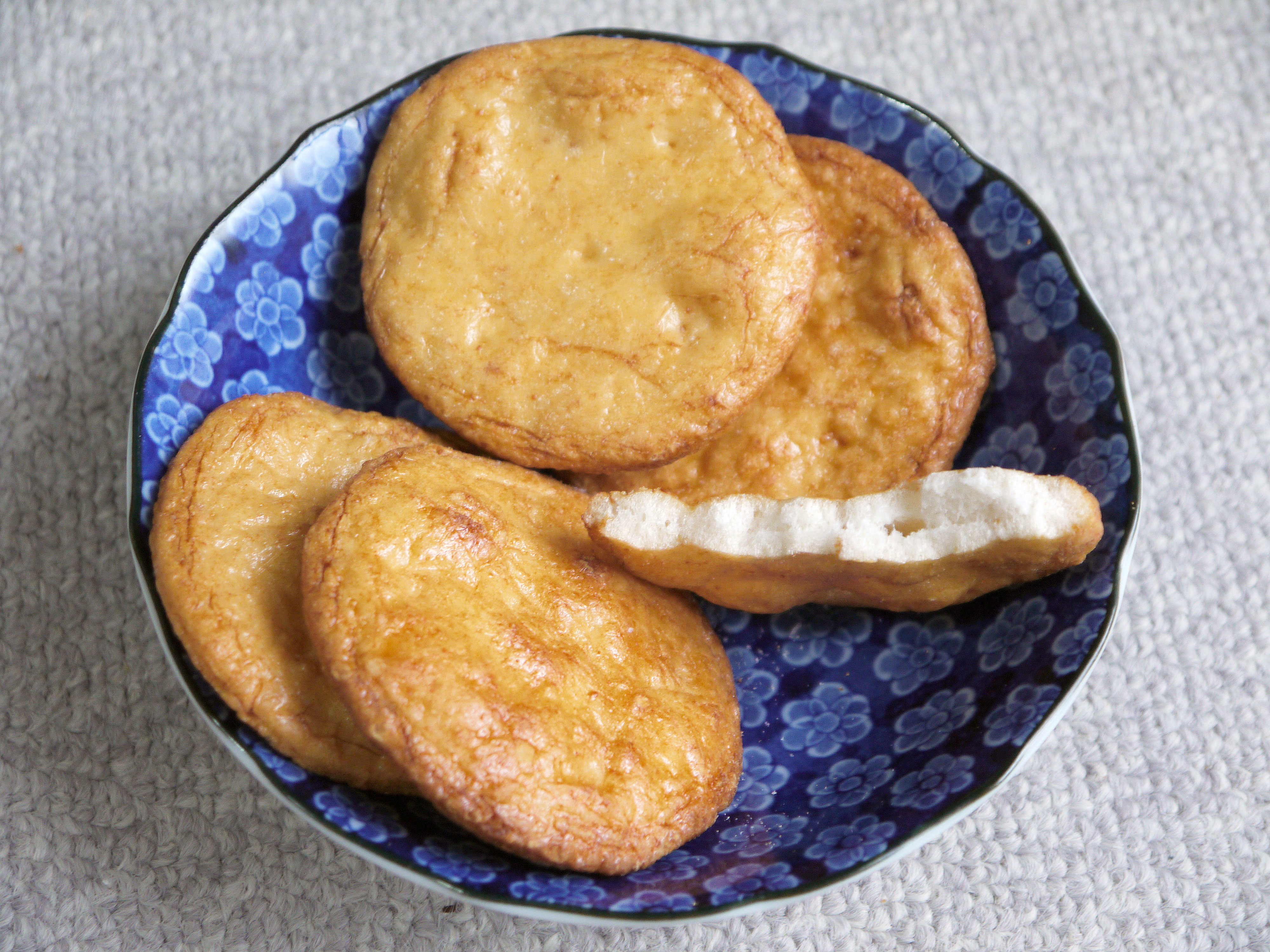
김 센베이
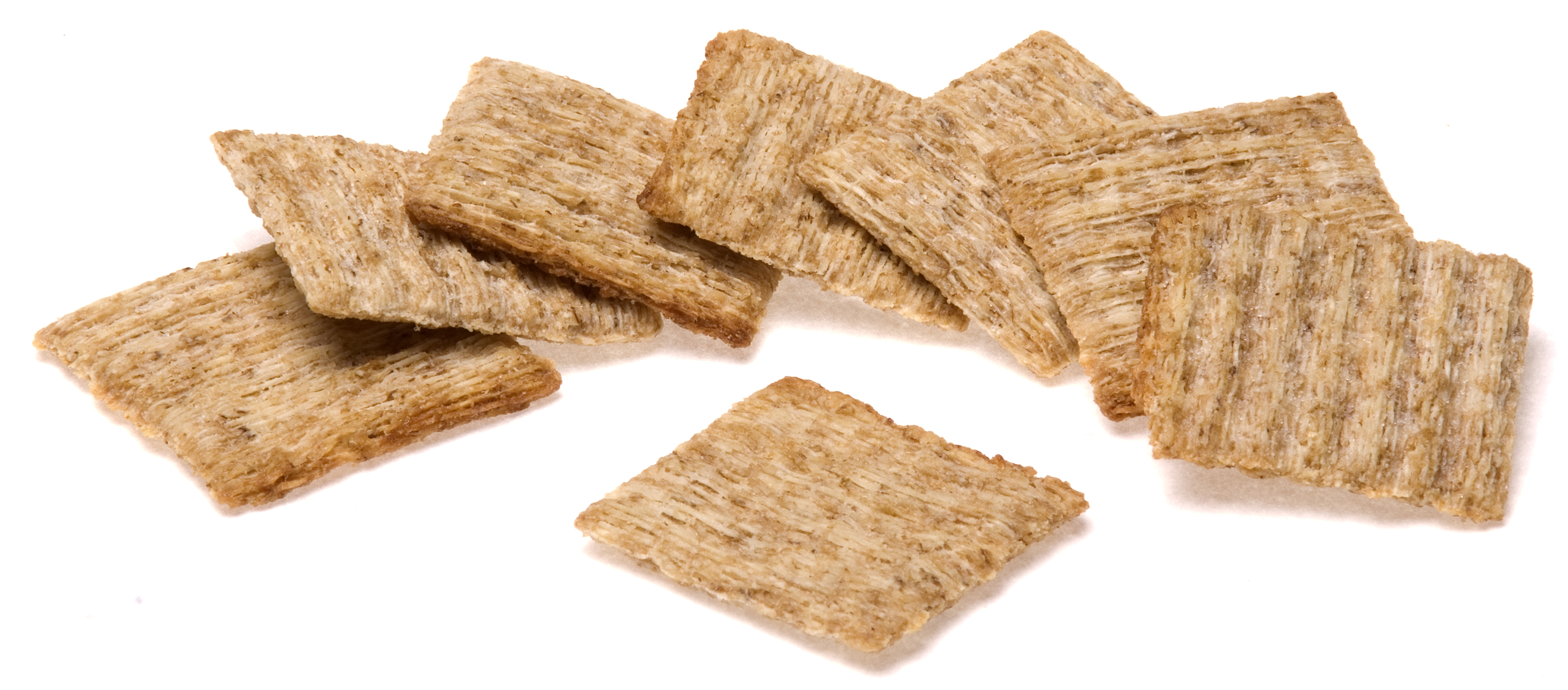
트리스킷
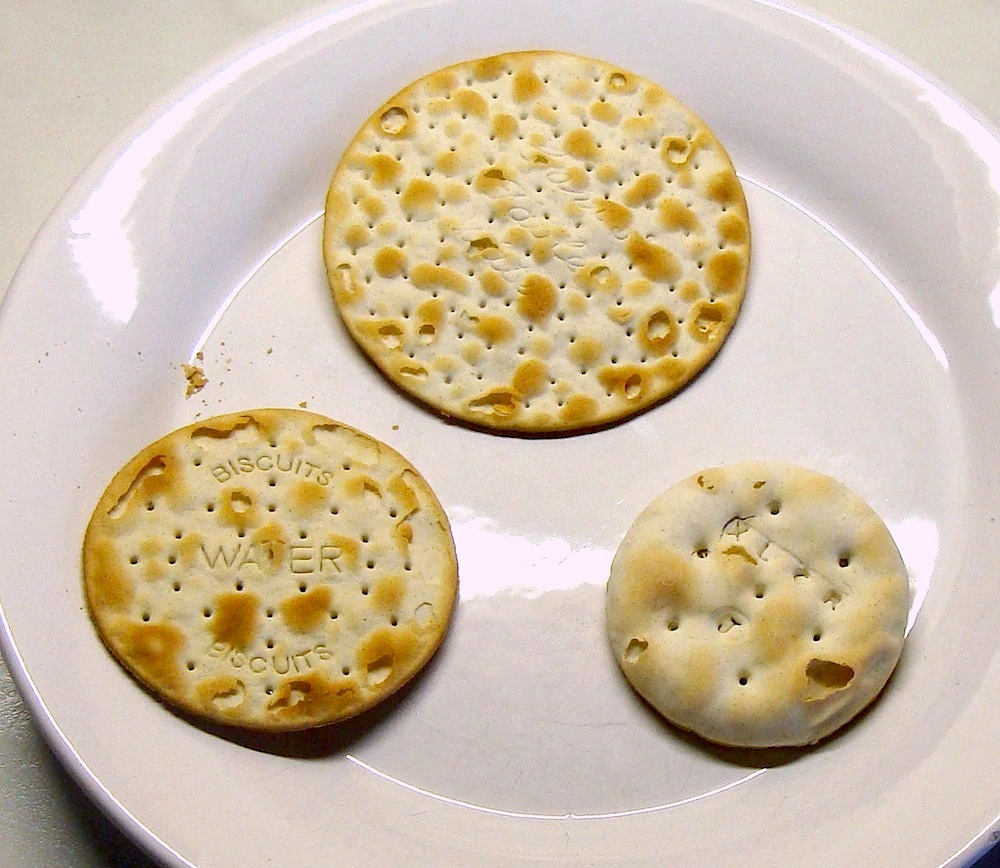
워터 비스킷
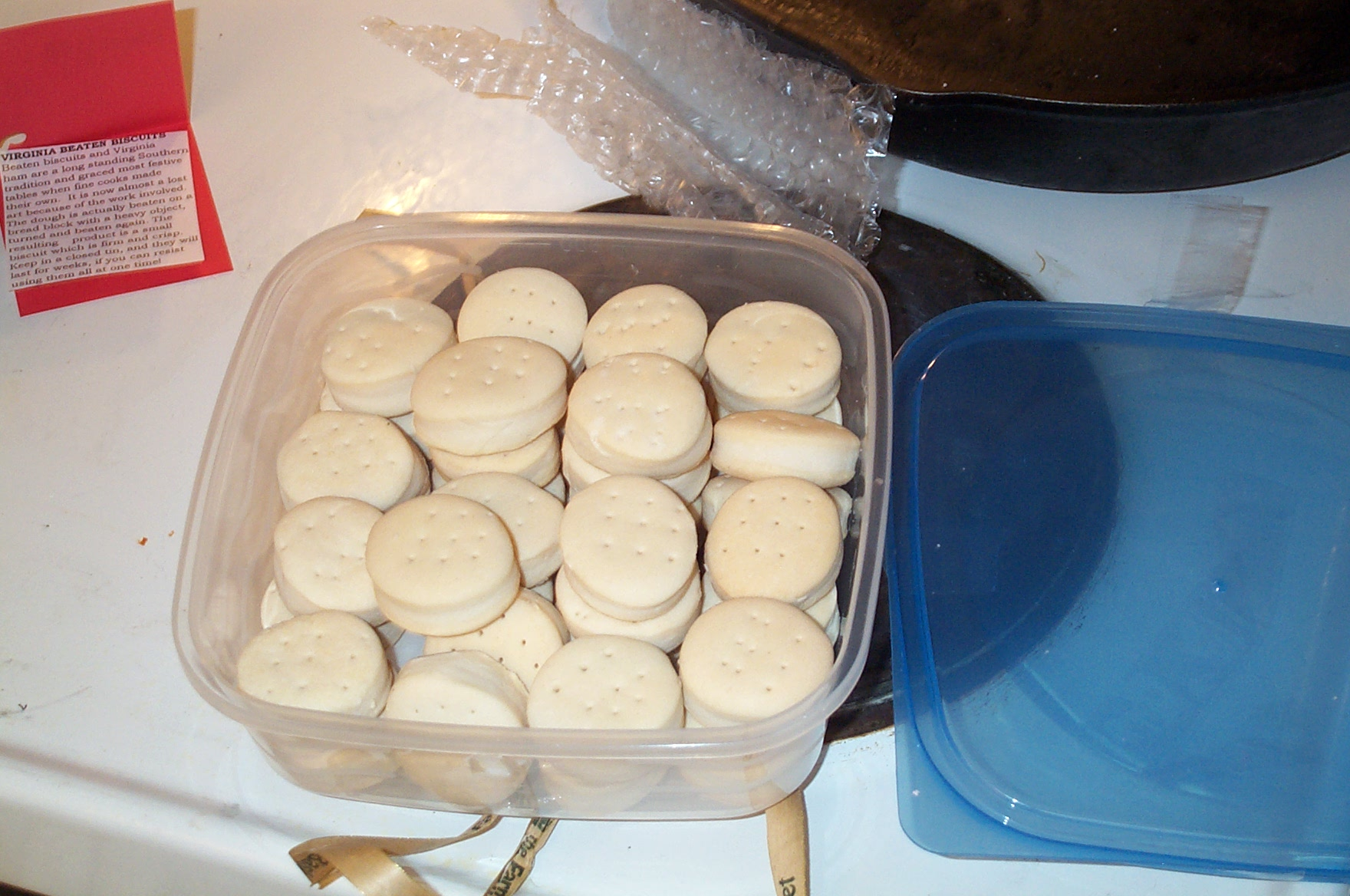
비튼 비스킷은 크래커와 관련이 있다.

## 같이 보기
- 브레첼
- 마차
- 토르티야